# Capitol Corridor

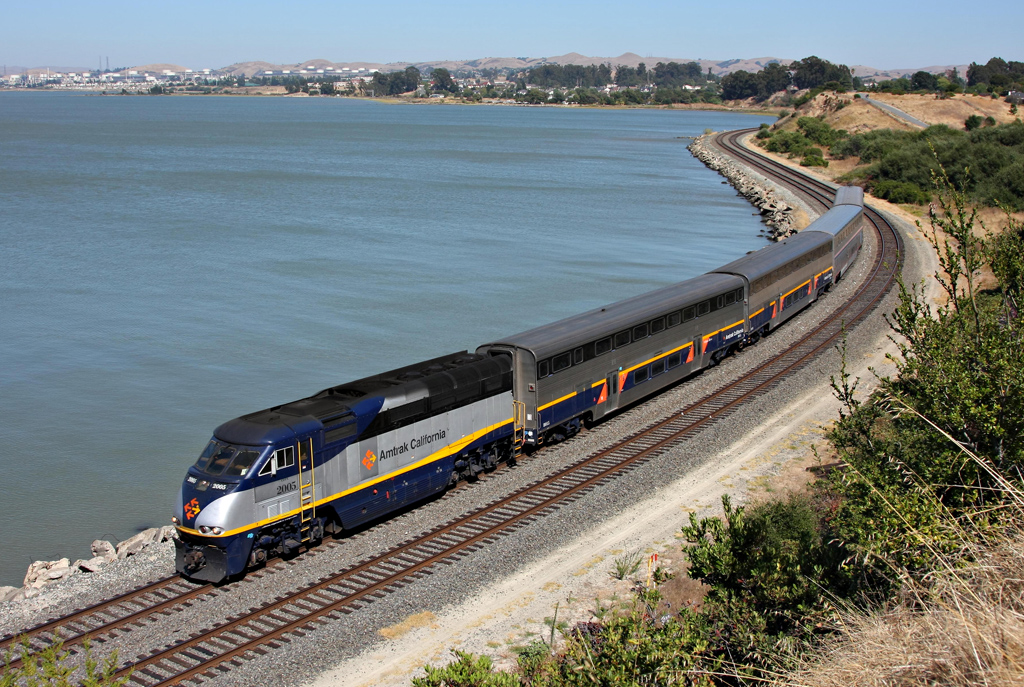
Een trein van de Capitol Corridor langs de San Pablo Bay in Pinole.

De Capitol Corridor is een reizigersspoorlijn in Californië die uitgebaat wordt door de Amerikaanse nationale spoorwegmaatschappij Amtrak. De treindienst wordt gefinancierd door de staat Californië en opereert daarom onder het merk Amtrak California. Het 270 kilometer lange traject loopt van de San Francisco Bay Area naar de hoofdstad Sacramento, ongeveer parallel met Interstate 80. Eén trein per dag rijdt verder tot in Auburn, ten oosten van Sacramento.
De route bestaat sinds 1991 en dankt zijn naam aan het feit dat de huidige hoofdstad, Sacramento, met de voormalige hoofdstad, San Jose, verbindt. De spoorlijn passeert ook in de buurt van de voormalige hoofdsteden Vallejo en Benicia. In het boekjaar 2011 reden er meer dan 1,7 miljoen passagiers op de Capitol Corridor - een stijging van 8,1% ten opzichte van het jaar daarvoor. De Capitol Corridor is de op drie na drukste Amtrak-lijn, na de Northeast Regional, Acela Express en Pacific Surfliner.
Er zijn plannen om de spoorlijn te elektrificeren, aansluiting te maken met BART in Oakland en de maximumsnelheid op te trekken naar 240 kilometer per uur.

## Routebeschrijving
De noordelijke terminus is het onbemande station van Auburn in Placer County. Na de stations van Rocklin en Roseville komt de Capitol Corridor aan in Sacramento, het drukste station op de lijn. Via de universiteitsstad Davis gaat de Capitol Corridor naar het station Suisun/Fairfield in Suisun City en dicht bij Fairfield. De spoorlijn steekt dan de Benicia-Martinez-brug over de Straat van Carquinez over. In de regio East Bay doet de trein de volgende stations aan: Martinez, Richmond, Berkeley, Oakland-16th Street, Oakland-Jack London Square, Oakland-Coliseum, Hayward en Fremont. De spoorlijn gaat verder naar Silicon Valley in Santa Clara County, waar er haltes zijn in Santa Clara-Great America, Santa Clara en San Jose.